# Фридляндер, Иосиф Наумович

Могила И. Н. Фридляндера на Троекуровском кладбище

Ио́сиф Нау́мович Фридля́ндер (15 (28) сентября 1913, Андижан, Российская империя — 31 мая 2009, Москва, Россия) — советский и российский металловед, мемуарист, создатель сплавов, сподвижник А. Н. Туполева. Академик АН СССР. Лауреат Ленинской премии и Государственной премии Российской Федерации.

## Биография
Родился 15 (28) сентября 1913 года в Андижане (ныне Узбекистан). Сестра — Фридляндер (Масевич) Тайя Наумовна (р. 9 марта 1926). Работал корреспондентом «Комсомольской правды» по Таджикистану, воевал с басмачами. Окончил МВТУ имени Н. Э. Баумана.
С 1937 года до последних дней работал во Всероссийском научно-исследовательском институте авиационных материалов.
- доктор технических наук (1958)[2]
- профессор (1960)[2]
- член-корреспондент АН СССР (1976)
- академик АН СССР (1984); с 1991 года — академик РАН

Умер 31 мая 2009 года. Похоронен в Москве на Троекуровском кладбище.

## Научная деятельность
Разработчик и признанный лидер в создании отечественного металловедения алюминиевых и бериллиевых сплавов, из которых сделаны:
- самолёт Ту-4,
- стратегические бомбардировщики Ту-16 и Ту-95,
- все пассажирские «Ту» (включая последние модели Ту-204 и Ту-334),
- военно-транспортные Ил-86, Ил-96-300, «Антей», гиганты «Мрия» и «Руслан» (Ан-124),
- истребители МиГ-23, Су-30, Су-35, Су-37,
- самолёт вертикального взлёта Як-38,
- гидросамолёты КБ Г. М. Бериева,
- баки самой мощной ракеты в мире «Энергия»,
- баки космической ракеты-носителя «Протон»,
- лопатки турбонасосных агрегатов ракетных двигателей,
- твердотопливные и жидкостные ракеты ближнего радиуса действия и межконтинентальные[2] .

В 1955—1956 годах под его руководством созданы первые бериллиевые сплавы.
Установленные И. Н. Фридляндером фундаментальные закономерности изменения свойств многокомпонентных алюминиевых систем в зависимости от химического и фазового составов позволили создать многообразие конструкционных сплавов — высокопрочных, жаропрочных, коррозионностойких, свариваемых, криогенных, высокомодульных, что позволило создать в стране передовые авиационную, ракетную и ядерную промышленности. Эти результаты зафиксированы в СССР в качестве открытий.
И. Н. Фридляндер развил теорию трех стадий старения алюминиевых сплавов: зонной, фазовой, коагуляционной, − в результате такого старения материал отличается комплексом механических, усталостных, физических, коррозионных, технологических свойств и вязкостью разрушения, что позволило ввести в производственную практику соответствующие стандартные виды термообработки, отвечающие реальным требованиям конструкции и условиям эксплуатации различных самолётов и ракет.
И. Н. Фридляндер был в числе создателей промышленной центрифужной технологии обогащения урана-235. Расход тепла и электроэнергии сократился в десятки раз по сравнению с термодиффузионным способом обогащения урана-235, используемым в США (где не удалось освоить центрифужную технологию), при этом чрезвычайно важно, что урановая технология производства бомб проще и надежнее плутониевого варианта.

## Сочинения
- Алюминиевые сплавы. Металловедение алюминия и его сплавов. — М., 1971. — (в соавторстве).
- Алюминиевые сплавы. Промышленные деформируемые, спеченные и листовые алюминиевые сплавы. — М., 1972. — (в соавторстве)
- Свариваемые алюминиевые сплавы / Г. А. Николаев, И. Н. Фридляндер, Ю. П. Арбузов. — М. : Металлургия, 1990. — 295,[1] с. : ил.; 21 см; ISBN 5-229-00348-0
- Бериллий — материал современной техники : Справочник / [И. Н. Фридляндер и др.]. — М. : Металлургия, 1992. — 126,[1] с. : ил.; 21 см; ISBN 5-229-00864-4
- Создание, исследование и применение алюминиевых сплавов: избранные труды : к 100-летию со дня рождения / И. Н. Фридляндер ; ФГОУ «Всероссийский науч.-исслед. ин-т авиационных материалов» ГНЦ РФ, Российская акад. наук, Науч. совет Программы фунд. исслед. Президиума РАН «Изд. тр. выдающихся учёных»; [сост.: В. В. Антипов, О. Г. Сенаторова, А. П. Петрова ; под общ. ред. Е. Н. Каблова]. — Москва : Наука, 2013. — 290, [1] с., [1] л. портр. : ил., табл.; 25 см. — (Памятники отечественной науки. XX век).; ISBN 978-5-02-036167-6

### По истории науки и техники
- Воспоминания о создании авиакосмической и атомной техники из алюминиевых сплавов= Memoirs generating aerospace and nuclear energy technologies from aluminum alloys / И. Н. Фридляндер; Рос. акад. наук, Отд-ние химии и наук о материалах. — Изд. 2-е изд., доп. — Москва : Наука, 2006 (М. : Типография «Наука»). — 286, [1] с., [26] л. ил., цв. ил., портр., цв. портр. : ил., портр., факс.; 24 см; ISBN 5-02-035750-2

## Награды
- шесть орденов и медали[5]
- Ленинская премия (1963)
- Сталинская премия третьей степени (1949) — за разработку и промышленное внедрение нового высокопрочного сплава
- Государственная премия Российской Федерации в области науки и техники (1999) — за работу «Сверхлегкие сплавы в авиакосмической технике»)[6]
- премия Совета Министров СССР
- орден «За заслуги перед Отечеством» III степени
- орден Октябрьской революции
- два ордена Трудового Красного Знамени
- два ордена «Знак Почёта»
- медали

## Память
И. Н. Фридляндеру посвящён документальный фильм режиссёра И. Ушакова «Иосиф Фридляндер. Запас прочности» (2006).